# Mary Haas
Mary Rosamond Haas (Richmond, 23 de janeiro de 1910 – Berkeley, 17 de maio de 1996) foi uma linguista estadunidense conhecida por seus trabalhos sobre línguas nativas dos Estados Unidos, linguística comparativa e histórica. Foi aluna de Edward Sapir, sendo considerada "o espírito guia" da linguística na Universidade da Califórnia em Berkeley por quase três décadas. Foi presidente da Sociedade Linguística da América.